# Intoxicació per ingestió de marisc
La intoxicació per ingestió de marisc inclou quatre síndromes que comparteixen algunes característiques comunes i s'associen principalment amb els mol·luscs bivalves (com els musclos, les cloïsses, les ostres i les vieires). Aquests mariscs s'alimenten per filtració i, per tant, acumulen toxines produïdes per algues microscòpiques, com les cianobacteries, les diatomees i els dinoflagel·lads.

## Intoxicació amnèsica per ingestió de marisc
La intoxicació amnèsica per ingestió de marisc (en anglès: Amnesic Shellfish Poisoning) (ASP) és una malaltia causada pel consum de la biotoxina marina anomenada àcid domoic. En els mamífers, inclosos els humans, l'àcid domoic actua com una neurotoxina, causant una pèrdua permanent de la memòria a curt termini, dany cerebral, i la mort en casos greus.
Aquesta toxina és produïda naturalment per les diatomees marines pertanyents al gènere Pseudo-nitzschia i l'espècie Nitzschia navis-varingica. Quan s'acumula en altes concentracions pel marisc durant l'alimentació per filtració, l'àcid domoic es pot transmetre a les aus, als mamífers marins, i als éssers humans, mitjançant el consum de marisc contaminat.
Encara que la malaltia humana deguda a l'àcid domoic només s'ha associat amb el marisc, la toxina pot acumular-se en molts organismes marins que consumeixen fitoplàncton, com les anxoves, i les sardines. La intoxicació per àcid domoic en els organismes no humans, es denomina freqüentment enverinament per àcid domoic.

### Símptomes i tractament
En el cervell, l'àcid domoic danya especialment l'hipocamp i el nucli de les amígdales. Danya les neurones en activar els receptors AMPA i kainat, causant una entrada de calci. Encara que el calci que flueix cap a les cèl·lules és un esdeveniment normal, l'augment descontrolat de calci fa que la cèl·lula es degeneri.
Els símptomes gastrointestinals poden aparèixer 24 hores després de la ingestió de mol·luscs afectats. Poden incloure vòmits, nàusees, diarrea, espasmes abdominals i gastritis hemorràgica. En els casos més greus, els símptomes neurològics poden tardar diverses hores, o fins a 3 dies a desenvolupar-se. Aquests inclouen mal de cap, marejos, desorientació, trastorns de la visió, pèrdua de la memòria a curt termini, feblesa motora, convulsions, secrecions respiratòries profuses, singlot, pressió arterial inestable, arrítmia cardíaca i coma.
Les persones enverinades amb dosis molt altes de la toxina, o que presenten factors de risc com la vellesa i la insuficiència renal poden morir. La mort ha tingut lloc en quatre dels 107 casos confirmats. En alguns casos, les seqüeles permanents van incloure la pèrdua de memòria a curt termini, i la poli-neuropatia perifèrica.
No es coneix cap antídot per a l'àcid domoic, per la qual cosa si els símptomes s'ajusten a la descripció, es recomana atenció mèdica immediata. Cuinar o congelar el teixit del peix o del marisc afectat no disminueix la toxicitat. L'àcid domoic és una toxina molt estable i resistent a la calor, que pot danyar els ronyons en concentracions que són la centèsima part de les que causen els efectes neurològics.

### Descobriment
L'ASP es va descobrir per primera vegada en humans en 1987, quan es va produir un brot greu d'intoxicació alimentària a l'est del Canadà. Tres pacients ancians van morir i altres víctimes van patir problemes neurològics a llarg termini. Com que les víctimes van patir una pèrdua de memòria, es fa servir el terme "enverinament amnèsic per marisc." La història va aparèixer als titulars dels periòdics canadencs.
Els epidemiòlegs del servei de salut del Canadà, van relacionar ràpidament la malaltia amb els musclos conreats i recol·lectats prop de l'Illa del Príncep Eduard, un lloc afectat per algues tòxiques. Els bio-assajos amb ratolins sobre extractes aquosos dels musclos sospitosos, van causar la mort amb alguns símptomes neurotòxics inusuals, molt diferents dels de les toxines paralitzants causants de l'enverinament per marisc, i d'altres toxines conegudes. El 12 de desembre de 1987, un equip de científics es va reunir al laboratori del Consell Nacional de Recerca del Canadà, a Halifax, Nova Escòcia. Integrant el fraccionament dirigit per bio-assajos amb l'anàlisi química, l'equip va identificar la toxina en la tarda del 16 de desembre, només 4 dies després de l'inici de la recerca concertada.

## Intoxicació diarrèica per ingestió de marisc
La intoxicació diarrèica per ingestió de marisc (en anglès: Diarrhetic Shellfish Poisoning) (DSP) és un dels quatre tipus de síndromes reconegudes d'intoxicació per marisc, els altres són la intoxicació paralítica per marisc, la intoxicació neurotòxica per marisc, i la intoxicació amnèsica per marisc. Com el seu nom indica, aquest síndrome es manifesta com una diarrea intensa, i amb dolors abdominals severs. De vegades també poden tenir lloc nàusees i vòmits.
El DSP i els seus símptomes generalment s'estableixen aproximadament mitja hora després d'ingerir el marisc infectat, i els seus efectes duren aproximadament un dia. Un cas recent a França, amb 20 persones que consumien ostres es va manifestar després de 36 hores. El verí causant és l'àcid okadaic, el qual inhibeix la fosforilació de les cèl·lules intestinals. Això fa que les cèl·lules esdevinguin molt permeables a l'aigua, i causa una diarrea profusa i intensa, amb un alt risc de deshidratació. En general no apareixen símptomes que posin en perill la vida de les persones, no s'han registrat morts per DSP.

## Intoxicació neurotòxica per ingestió de marisc
La intoxicació neurotòxica per ingestió de marisc (en anglès: Neurotoxic Shellfish Poisoning) (NSP), és causada pel consum de marisc contaminat amb toxines com la brevetoxina. Els símptomes en els éssers humans inclouen vòmits i nàusees, i una varietat de símptomes neurològics, així com dificultat per parlar. No s'han reportat morts, però hi ha una sèrie de casos que van portar a l'hospitalització dels pacients.

## Intoxicació paralítica per ingestió de marisc
La intoxicació paralítica per ingestió de marisc (en anglès: Paralytic Shellfish Poisoning) (PSP), és un de les quatre síndromes reconeguts d'enverinament per ingestió de marisc, els quals comparteixen algunes característiques comunes, i s'associen principalment amb els mol·luscs bivalves (com els musclos, les cloïsses, les ostres i les vieires).
Aquests mariscs són filtradors i acumulen neurotoxines, principalment saxitoxines, produïdes per algunes algues microscòpiques, com els dinoflagelats, les diatomees i les cianobacteries.
Els dinoflagelats del gènere Alexandrium, són els productors de les saxitoxines més nombroses, estan generalitzats, i són els responsables de la proliferació de la PSP en climes subàrtics, temperats, i tropicals.
La majoria de les floracions tòxiques, han estat causades per les morfoespècies Alexandrium catenella, Alexandrium tamarense i Alexandrium fundyense, que juntes comprenen el grup d'espècies de A.tamarense.
A Àsia, la PSP s'associa principalment amb l'aparició de l'espècie Pyrodinium bahamense. També alguns peixos, inclòs el peix globus, contenen saxitoxines, això fa que el seu consum sigui perillós.

### Fisiopatologia
Les toxines responsables de la majoria de les intoxicacions per ingestió de marisc són insolubles en aigua, resistents a la calor, i a l'àcid. Els mètodes de cocció comuns no eliminen les toxines.
La principal toxina responsable de la PSP és la saxitoxina. Alguns mariscs poden emmagatzemar aquesta toxina durant diverses setmanes després que passi una floració d'algues nocives, però se sap que unes altres, com les cloïsses del gènere Saxidomus, poden emmagatzemar la toxina durant dos anys. Es troben toxines addicionals, tals com la neosaxitoxina i la gonyautoxina. Totes elles actuen principalment sobre el sistema nerviós.
La PSP pot ser fatal en casos extrems, particularment en individus inmunodeficients. Els nens són més susceptibles de patir-la. La PSP afecta a aquells que ingereixen els mariscs afectats. Els símptomes poden aparèixer entre 10 i 30 minuts després de la ingestió, i inclouen nàusees, vòmits, diarrea, dolor abdominal, formigueig, i cremor en els llavis, les genives, la llengua, la cara, el coll, els braços, les cames, i els dits dels peus. També és possible tenir dificultat per respirar, boca seca, sensació d'ofec, parla confusa, i pèrdua de coordinació.

### La PSP en els mamífers marins
La PSP s'ha assenyalat com una possible causa de mortalitat de la llúdria marina d'Alaska, ja que una de les seves principals preses, la cloïssa Saxidomus gigantea, acumula la saxitoxina com un mecanisme de defensa química. La ingestió de verat que conté saxitoxina, s'ha assenyalat com una de les causes de la defunció de les lubardes. Es creu també que la PSP ha causat la defunció de les foques monjo del Mediterrani (Monachus monachus), encara que falten proves addicionals per descartar altres causes de mortalitat.